# Wacław Brzeziński

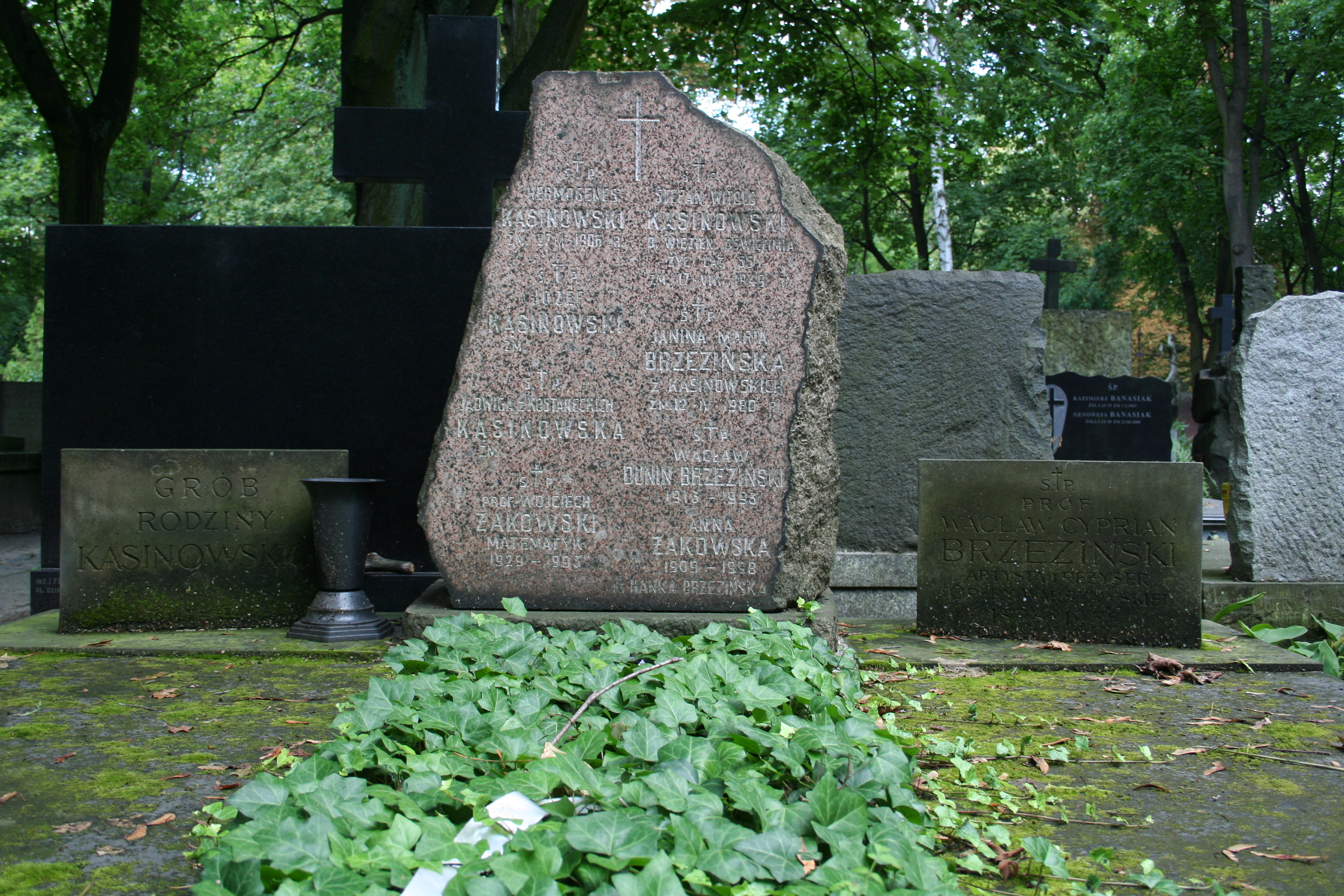
Grób Wacława Brzezińskiego na warszawskim cmentarzu Powązkowskim

Wacław Cyprian Brzeziński (ur. 15 września 1878 w Warszawie, zm. 13 lutego 1955 w Łodzi) – polski śpiewak operowy, baryton, reżyser.

## Życiorys
Urodził się 15 września 1878 w Warszawie. Był synem Teofila oraz Henryki z Małeckich. Ukończył częstochowskie gimnazjum, a następnie rozpoczął studia na Politechnice Warszawskiej. Równocześnie pobierał lekcje śpiewu operowego u Witolda Aleksandrowicza.
Jego debiut sceniczny miał miejsce w 1904 roku w Teatro del Corso w Bolonii partią Tristana w Marcie Friedricha von Flotowa. Od 1906 występował w operze Warszawskich Teatrów Rządowych, a od 1909 do 1925 był pierwszym barytonem Opery Warszawskiej. Odnosił wielkie sukcesy, śpiewał ponad 50 partii operowych. W latach 1911–1912 występował we Włoszech i na Sycylii. Dał szereg recitali na Śląsku w okresie plebiscytu w 1921. Od 1923 był drugim reżyserem Opery Warszawskiej. W 1926 z powodu choroby serca musiał zrezygnować z występów scenicznych.
Wacław Brzeziński oprócz działalności artystycznej zajmował się również pracą pedagogiczną. Był jednym z najwybitniejszych pedagogów wokalistyki w Konwersatorium Warszawskim (1916–1918), Wyższej Szkole Muzycznej im. Fryderyka Chopina w Warszawie, własnym Studium Operowym, Państwowej Wyższej Szkole Muzycznej w Łodzi, Szkole Teatralnej w Łodzi).
Wykształcił wielu wybitnych uczniów, takich jak Maryla Karwowska, Jerzy Garda, Jerzy Czaplicki, Eugeniusz Mossakowski i Jan Kiepura.
Zmarł 13 lutego 1955 w Łodzi. Jego grób znajduje się na cmentarzu Powązkowskim w Warszawie (kwatera 94-1-29,30).
Od 1908 mąż Janiny Marii z Kąsinowskich (zm. 1980). Był ojcem Hanny Brzezińskiej oraz Wacława Juniora (1913–1993), śpiewaka, członka Chóru Dana i pradziadkiem dziennikarza Jacka Żakowskiego.

## Ordery i odznaczenia
- Krzyż Kawalerski Orderu Odrodzenia Polski (9 listopada 1932)[3]
- Złoty Krzyż Zasługi (29 kwietnia 1930)[4]

## Dyskografia (wybór)
- 1913 – Wacław Brzeziński baryton, artysta Opery Warszawskiej śpiew z akompaniamentem gitary (SGR 13491–13498), Syrena Rekord
- 1924 – Wacław Brzeziński baryton, artysta Opery Warszawskiej (SR 177a–178b), Syrena Rekord
- 1924 – Wacław Brzeziński baryton, artysta Opery Warszawskiej śpiew z akompaniamentem fortepianu (SR 284a), Syrena Rekord
- 1924 – Wacław Brzeziński baryton, artysta Opery Warszawskiej (SR 326a), Syrena Rekord